# Czerniejew
Czerniejew – (daw. Czerniejów) wieś w Polsce położona w województwie mazowieckim, w powiecie siedleckim, w gminie Skórzec. Ma status sołectwa.
W latach 1975–1998 miejscowość administracyjnie należała do województwa siedleckiego.
We wsi działa, założona w 1922, jednostka Ochotniczej Straży Pożarnej. Jednostka jest w posiadaniu wozów marki Jelcz i FSC Lublin.